# Copa Centroamericana
Copa Centroamericana (ang. Central American Cup) – rozgrywki piłkarskie w Ameryce Północnej organizowane co dwa lata przez UNCAF (hiszp. UNCAF - Unión Centroamericana de Fútbol) dla zrzeszonych reprezentacji krajowych.

## Historia
Zapoczątkowany został w 1991 roku przez UNCAF jako Copa UNCAF (ang. UNCAF Nations Cup). W turnieju uczestniczyły reprezentacje Gwatemali, Hondurasu, Kostaryki, Nikaragui, Panamy i Salwadoru. Rozgrywki zostały rozegrane na stadionach Kostaryki. 4 drużyny najpierw walczyły w rundzie eliminacyjnej, a potem czwórka najlepszych systemem kołowym wyłoniła mistrza. Pierwszy turniej wygrała reprezentacja Kostaryki.
W III edycji dołączyła reprezentacja Belize. 2 drużyny najpierw walczyły w rundzie eliminacyjnej, następnie 6 drużyn podzielono na dwie grupy, a potem czwórka najlepszych systemem pucharowym wyłoniła mistrza. W kolejnych edycjach w fazie końcowej czwórka najlepszych grała systemem kołowym. W 2005 powrócił do poprzedniego systemu rozgrywek, a od 2007 najpierw 7 drużyn podzielono na dwie grupy (w jednej 4, a w drugiej 3), następnie drużyny, które zajęły trzecie miejsca w grupach walczyły o 5. miejsce, a czwórka najlepszych rozgrywały miejsca na podium. W 2011 roku turniej zmienił nazwę na Copa Centroamericana.
Cztery najlepsze drużyny turnieju awansują do turnieju finałowego Złotego Pucharu CONCACAF.

## Wyniki
| 1991 Więcej | Kostaryka         | Kostaryka               | n/a(1)         | Honduras  | Gwatemala               | n/a(1)   | Salwador  |
| 1993 Więcej | Honduras          | Honduras                | n/a(1)         | Kostaryka | Panama                  | n/a(1)   | Salwador  |
| 1995 Więcej | Salwador          | Honduras                | 3 – 0          | Gwatemala | Salwador                | 2 – 1    | Kostaryka |
| 1997 Więcej | Gwatemala         | Kostaryka               | n/a(1)         | Gwatemala | Salwador                | n/a(1)   | Honduras  |
| 1999 Więcej | Kostaryka         | Kostaryka               | n/a(1)         | Gwatemala | Honduras                | n/a(1)   | Salwador  |
| 2001 Więcej | Honduras          | Gwatemala               | n/a(1)         | Kostaryka | Salwador                | n/a(1)   | Panama    |
| 2003 Więcej | Panama            | Kostaryka               | n/a(1)         | Gwatemala | Salwador                | n/a(1)   | Honduras  |
| 2005 Więcej | Gwatemala         | Kostaryka               | 1 – 1 po dogr. | Honduras  | Gwatemala               | 3 – 0    | Panama    |
| 2005 Więcej | Gwatemala         | 7 – 6 w rzutach karnych |                |           | Gwatemala               | 3 – 0    | Panama    |
| 2007 Więcej | Salwador          | Kostaryka               | 1 – 1 po dogr. | Panama    | Gwatemala               | 1 – 0    | Salwador  |
| 2007 Więcej | Salwador          | 4 – 1 w rzutach karnych |                |           | Gwatemala               | 1 – 0    | Salwador  |
| 2009 Więcej | Honduras          | Panama                  | 0 – 0 po dogr. | Kostaryka | Honduras                | 1 – 0    | Salwador  |
| 2009 Więcej | Honduras          | 5 – 3 w rzutach karnych |                |           | Honduras                | 1 – 0    | Salwador  |
| 2011 Więcej | Panama            | Honduras                | 2 – 1          | Kostaryka | Panama                  | 0 – 0(2) | Salwador  |
| 2011 Więcej | Panama            | Honduras                | 2 – 1          | Kostaryka | 5 – 4 w rzutach karnych |          |           |
| 2013 Więcej | Kostaryka         | Kostaryka               | 1 – 0          | Honduras  | Salwador                | 1 – 0    | Belize    |
| 2014 Więcej | Stany Zjednoczone | Kostaryka               | 2 – 1          | Gwatemala | Panama                  | 1 – 0    | Salwador  |
| 2017 Więcej | Panama            | Honduras                | n/a(1)         | Panama    | Salwador                | n/a(1)   | Kostaryka |

## Klasyfikacja medalowa
| Drużyna   | 1. miejsce                                         | 2. miejsce                       | 3. miejsce                             | 4. miejsce                                   |
| --------- | -------------------------------------------------- | -------------------------------- | -------------------------------------- | -------------------------------------------- |
| Kostaryka | 8 (1991, 1997, 1999, 2003, 2005, 2007, 2013, 2014) | 4 (1993, 2001, 2009, 2011)       | –                                      | 2 (1995, 2017)                               |
| Honduras  | 4 (1993, 1995, 2011, 2017)                         | 3 (1991, 2005, 2013)             | 2 (1999, 2009)                         | 2 (1997, 2003)                               |
| Gwatemala | 1 (2001)                                           | 5 (1995, 1997, 1999, 2003, 2014) | 3 (1991, 2005, 2007)                   | –                                            |
| Panama    | 1 (2009)                                           | 2 (2007, 2017)                   | 3 (2003, 2011, 2014)                   | 2 (2001, 2005)                               |
| Salwador  | –                                                  | –                                | 6 (1995, 1997, 2001, 2003, 2013, 2017) | 7 (1991, 1993, 1999, 2007, 2009, 2011, 2014) |
| Belize    | –                                                  | –                                | –                                      | 1 (2013)                                     |

## Klasyfikacja startów (1991-2017)
| 14 występów - Honduras - Kostaryka - Salwador 12 występów - Gwatemala - Panama 11 występów - Nikaragua 10 występów - Belize |

## Tabela wszech czasów
W czternastu finałach Copa Centroamericana lat 1991–2017 wystąpiło 7 reprezentacji narodowych. Rozegrały 174 mecze (38 zakończyło się remisem), strzelając 415 bramek (średnio 2,38 na spotkanie).
| Lp. | Reprezentacja | Starty | Mecze | Zwycięstwa | Remisy | Porażki | Stosunek bramek | Punkty |
| 1   | Kostaryka     | 14     | 59    | 34         | 16     | 9       | 101:36          | 113    |
| 2   | Honduras      | 14     | 57    | 35         | 9      | 13      | 105:47          | 110    |
| 3   | Gwatemala     | 12     | 51    | 23         | 14     | 14      | 64:51           | 83     |
| 4   | Salwador      | 14     | 60    | 22         | 12     | 26      | 57:70           | 78     |
| 5   | Panama        | 12     | 45    | 19         | 10     | 16      | 45:46           | 67     |
| 6   | Nikaragua     | 11     | 38    | 5          | 5      | 28      | 27:96           | 20     |
| 7   | Belize        | 10     | 30    | 0          | 5      | 25      | 19:73           | 5      |

Uwagi:
- Aktualizacja na 3 lipca 2017
- W latach 1991–1993 za zwycięstwo przyznawano 2 pkt., od 1995 – 3.